# Survivor Series (2009)
Survivor Series 2009 est une manifestation de catch télédiffusée uniquement en paiement à la séance et produite par la World Wrestling Entertainment. Il s'est déroulé le 22 novembre 2009 au Verizon Center à Washington dans le District de Columbia.

## Contexte
Les spectacles de la World Wrestling Entertainment en paiement à la séance sont constitués de matchs aux résultats prédéterminés par les scénaristes de la WWE, justifiés par des rivalités ou qualifications survenues dans les émissions de la WWE telles que RAW, SmackDown, ECW et Superstars.
Les scénarios ici présentés sont la version des faits telle qu'elle est présentée lors des émissions télévisées. Elle respectent donc le Kayfabe de la WWE.

### Batista contre Rey Mysterio
À Bragging Rights, après le match entre l'Undertaker, CM Punk, Batista et Rey Mysterio pour le titre du Monde Poids Lourds, Batista agresse Mysterio  à l'extérieur du ring il lui porte un Big Foot et s'en va. Ensuite à Smackdown, Batista intervient dans des matchs où Rey Mysterio participe, effectuant un Heel Turn. La WWE annonce alors que Batista affrontera Rey Mysterio au Survivor Series.

### Undertaker contre Big Show contre Chris Jericho
À Bragging Rights, Undertaker conserve son titre dans un Fatal 4 Way contre Batista, CM Punk et Rey Mysterio. Ensuite à Smackdown, les Champions unifiés par équipe Big Show et Chris Jericho attaquent Undertaker et veulent un match pour le titre. La rivalité continue entre l'Undertaker et Jerishow et ils interviennent dans des matchs où ils participent et ensuite le GM de Smackdown annonce que l'Undertaker mettra son titre du Monde Poids Lourds dans un Triple Threat au Survivor Series contre les Champions Unifiés par équipe Big Show et Chris Jericho.

### Team Morrison contre Team Miz
Depuis sa victoire à Bragging Rights contre le Champion Intercontinental John Morrison, la rivalité entre le Champion des États-Unis The Miz et le champion Intercontinental John Morrison est intense. La WWE annonce qu'une équipe avec comme capitaine John Morrison affrontera une équipe avec comme capitaine The Miz dans un 5 vs 5 elimination tag team match au Survivor Series. L'équipe de John Morrison sera composée de Finlay, Evan Bourne, Matt Hardy et Shelton Benjamin et l'équipe de The Miz sera composé de Sheamus, Drew McIntyre, Dolph Ziggler et Jack Swagger.

### Team Kingston contre Team Orton
Après avoir détruit le Nascar que Cody Rhodes et Ted Tibiase ont offert à Randy Orton, la rivalité entre Kofi Kingston et Randy Orton est intense et ils interviennent chacun dans des matchs où l'autre participe. La WWE annonce qu'une équipe avec comme capitaine Kofi Kingston affrontera une équipe avec comme capitaine Randy Orton dans un 5 vs 5 elimination tag team match au Survivor Series, l'équipe de Kofi Kingston sera composé de R-Truth, MVP, Mark Henry et Christian et l'équipe de Randy Orton sera composé des deux Membres de la Legacy, Cody Rhodes et Ted Dibiase, CM Punk et William Régal.

### John Cena contre Triple H contre Shawn Michaels
À Bragging Rights, John Cena bat Randy Orton dans un 60 minutes Iron Man Match pour remporter le WWE Championship. Le lendemain à Raw, Triple H demande un match pour le titre, puis Shawn Michaels demande la même chose. La WWE annonce ensuite que John Cena mettra son titre en jeu dans un Triple Threat Match contre les deux membres de la D-Generation X, Triple H et Shawn Michaels au Survivor Series.

## Tableau des résultats
| #                                                                | Match | Stipulation                                                | Durée |
| ---------------------------------------------------------------- | --- | ---------------------------------------------------------- | ----- |
| 1                                                                | Team Miz (The Miz, Drew McIntyre, Jack Swagger, Sheamus, Dolph Ziggler) bat Team Morrison (Johnny Morrison, Matt Hardy, Finlay, Evan Bourne, Shelton Benjamin) | Elimination Tag Team Match                                 | 20:52 |
| 2                                                                | Batista bat Rey Mysterio par KO | Match en simple.                                           | 6:50  |
| 3                                                                | Team Kingston (Kofi Kingston, MVP, Mark Henry, R-Truth, Christian) bat Team Orton (Randy Orton, CM Punk, Ted DiBiase, William Regal, Cody Rhodes)              | Elimination Tag Team Match                                 | 20:47 |
| 4                                                                | The Undertaker (c) bat Chris Jericho et Big Show | Triple Threat Match pour le World Heavyweight Championship | 13:37 |
| 5                                                                | Team Mickie (Mickie James, Kelly Kelly, Melina, Eve, Gail Kim) bat Team Michelle (Michelle McCool, Layla, Jillian Hall, Beth Phoenix, Alicia Fox)              | Elimination Tag Team Match                                 | 10:38 |
| 6                                                                | John Cena (c) bat Shawn Michaels et Triple H | Triple Threat Match pour le WWE Championship.              | 21:19 |
| (c) désigne le(s) champion(s) défendant son titre dans le match. | |                                                            |       |

### Détails desSurvivor Series match
- Team Miz  contre Team Morrison

| Élimination  | Catcheur                                    | Équipe                                      | Éliminé par                                 | Manière                                     | Temps                                       |
| ------------ | ------------------------------------------- | ------------------------------------------- | ------------------------------------------- | ------------------------------------------- | ------------------------------------------- |
| 1            | Dolph Ziggler                               | Team Miz                                    | Evan Bourne                                 | Shooting Star Press                         | 3:54                                        |
| 2            | Evan Bourne                                 | Team Morrison                               | Drew McIntyre                               | Double Underhook DDT                        | 4:09                                        |
| 3            | Finlay                                      | Team Morrison                               | Sheamus                                     | Bicycle Kick                                | 5:11                                        |
| 4            | Jack Swagger                                | Team Miz                                    | John Morrison                               | Starship Pain                               | 12:05                                       |
| 5            | Shelton Benjamin                            | Team Morrison                               | The Miz                                     | Skull Crushing Finale                       | 14:57                                       |
| 6            | Matt Hardy                                  | Team Morrison                               | Drew McIntyre                               | Double Underhook DDT                        | 17:08                                       |
| 7            | John Morrison                               | Team Morrison                               | Sheamus                                     | Cruficix Powerbomb                          | 20:52                                       |
| Survivants : | The Miz, Drew McIntyre & Sheamus (Team Miz) | The Miz, Drew McIntyre & Sheamus (Team Miz) | The Miz, Drew McIntyre & Sheamus (Team Miz) | The Miz, Drew McIntyre & Sheamus (Team Miz) | The Miz, Drew McIntyre & Sheamus (Team Miz) |
- Team Kingston  contre Team Orton

| Élimination  | Catcheur                      | Équipe                        | Éliminé par                   | Manière                       | Temps                         |
| ------------ | ----------------------------- | ----------------------------- | ----------------------------- | ----------------------------- | ----------------------------- |
| 1            | Mark Henry                    | Team Kingston                 | Randy Orton                   | RKO                           | 0:50                          |
| 2            | R-Truth                       | Team Kingston                 | CM Punk                       | GTS                           | 3:11                          |
| 3            | Ted DiBiase                   | Team Orton                    | Christian                     | Sunset Flip                   | 5:08                          |
| 4            | William Regal                 | Team Orton                    | MVP                           | Big Boot                      | 6:49                          |
| 5            | MVP                           | Team Kingston                 | Cody Rhodes                   | Cross Rhodes                  | 10:08                         |
| 6            | Cody Rhodes                   | Team Orton                    | Christian                     | Killswitch                    | 11:33                         |
| 7            | Christian                     | Team Kingston                 | Randy Orton                   | RKO                           | 13:24                         |
| 8            | CM Punk                       | Team Orton                    | Kofi Kingston                 | Roll up                       | 20:39                         |
| 9            | Randy Orton                   | Team Orton                    | Kofi Kingston                 | Trouble in Paradise           | 20:47                         |
| Survivants : | Kofi Kingston (Team Kingston) | Kofi Kingston (Team Kingston) | Kofi Kingston (Team Kingston) | Kofi Kingston (Team Kingston) | Kofi Kingston (Team Kingston) |
- Team Mickie  contre Team Michelle

| Élimination   | Catcheuse                            | Équipe                               | Éliminée par                         | Manière                              | Temps                                |
| 1             | Layla                                | Team Michelle                        | Kelly Kelly                          | Kelly Killer                         | 1:15                                 |
| 2             | Gail Kim                             | Team Mickie                          | Michelle McCool                      | FaithBreaker                         | 2:04                                 |
| 3             | Jillian                              | Team Michelle                        | Eve                                  | Sunset Flip                          | 3:34                                 |
| 4             | Eve                                  | Team Mickie                          | Beth Phoenix                         | Glam Slam                            | 3:55                                 |
| 5             | Kelly Kelly                          | Team Mickie                          | Beth Phoenix                         | Glam Slam                            | 4:08                                 |
| 6             | Beth Phoenix                         | Team Michelle                        | Mickie James                         | Crucifix                             | 4:41                                 |
| 7             | Alicia Fox                           | Team Michelle                        | Mickie James                         | Lou Thesz press                      | 6:24                                 |
| 8             | Michelle McCool                      | Team Michelle                        | Melina                               | Sunset Flip Powerbomb                | 10:38                                |
| Survivantes : | Mickie James et Melina (Team Mickie) | Mickie James et Melina (Team Mickie) | Mickie James et Melina (Team Mickie) | Mickie James et Melina (Team Mickie) | Mickie James et Melina (Team Mickie) |